# Frank Jörg Richter
Frank Richter, född den 22 september 1964 i Hannover i Tyskland, är en tysk roddare.
Han tog OS-silver i åtta med styrman i samband med de olympiska roddtävlingarna 1996 i Atlanta.